# Козырев, Николай Владимирович
Николай Владимирович Козырев (1903, Староверовка, Харьковская губерния — неизвестно, неизвестно) — советский партийный деятель, председатель Львовского облисполкома (1939—1940 и 1944—1949).

## Биография
Родился в 1903 году в селе Староверовка Купянского уезда Харьковской губернии (ныне Шевченковского района Харьковской области) в семье крестьянина-бедняка. С одиннадцати лет пошел на заработки пасти скот. С 1917 года работал на ремонте железнодорожных путей. В 1921 году вступил в комсомол.
Член ВКП(б) с 1925 года.
В 1924—1930 гг. — председатель Сватовского районного комитета профсоюза рабочих земли и леса Харьковской губернии, председатель Першожовтневого районного комитета профсоюза рабочих земли и леса Купянского округа, секретарь Велико-Бурлуцкого районного комитета ЛКСМУ Купянского округа, секретарь Сеньковского районного комитета ЛКСМУ Купянского округа, заведующий культурно-пропагандистского отдела Сеньковского районного комитета КП(б)У, секретарь Сеньковского районного комитета КП(б) Украины Купянского округа.
В 1930—1932 гг. — студент Харьковского коммунистического университета имени Артема. В 1932—1933 гг. — студент Института красной профессуры в отделе истории партии.
В 1933—1934 гг. — заместитель начальника Политического отдела Мотовиловской машинно-тракторной станции Любарского района Винницкой области. В 1934—1935 гг. — начальник Политического отдела Тростянецкой машинно-тракторной станции Винницкой области.
В 1935—1937 гг. — первый секретарь Полонского районного комитета КП(б) Украины Шепетовского округа, первый секретарь Ново-Ушицкого районного комитета КП(б) Украины Каменец-Подольского округа.
В 1937—1938 гг. — заведующий отделом руководящих партийных органов Каменец-Подольского областного комитета КП(б) Украины, секретарь Каменец-Подольского областного комитета КП(б) Украины.
В 1938—ноябре 1939 гг. — председатель Организационного комитета Президиума Верховного Совета Украинской ССР по Каменец-Подольской области, председатель Каменец-Подольского областного исполнительного комитета. 26 июня 1938 года был избран депутатом Верховного Совета УССР первого созыва по Полонскому избирательному округу № 13 Каменец-Подольской области.
С сентября 1939 года работал в Львовском воеводском (областном) Временном управлении. После присоединения Западной Украины к УССР, постановлением Политического бюро ЦК КП(б)Украины (№ 860-оп) 27 ноября 1939 года был назначен председателем Львовского областного исполнительного комитета.
В 1939—1940 гг. — председатель исполнительного комитета Львовского областного Совета.
В 1941 — 1944 гг. — народный комиссар совхозов Украинской ССР.
С 1941 г. — член оперативной группы, начальник оперативной группы по снабжению и заготовок Военного Совета Южного фронта, уполномоченный по материальному обеспечению войск Сталинградского и Донского фронтов.
В 1944 — 1949 гг. (официально 16 марта 1949) — председатель исполнительного комитета Львовского областного совета депутатов трудящихся.
Член ЦК КП(б) Украины (1940 — 1949). Депутат Верховного Совета СССР 1-го (с 1940 года) и 2-го созывов. депутат Верховного Совета УССР 1-го созыва.

## Награды
- 2 ордена Ленина (07.02.1939; 23.01.1948)
- орден Отечественной войны I степени (1945)
- орден Трудового Красного Знамени
- медали